# Kiloh-Nevin-Syndrom
Als Kiloh-Nevin-Syndrom (Nervus-interosseus-anterior-Syndrom) bezeichnet man die Symptome bei einer Läsion des Nervus interosseus anterior. Der Name leitet sich von den beiden britischen Neurologen Leslie Gordon Kiloh und Samuel Nevin ab, die das Syndrom 1952 beschrieben.
Es handelt sich bei diesem Nerv um einen rein motorischen Ast des Nervus medianus, der die Beuger der Endglieder von Daumen, Zeige- und Mittelfinger sowie den Musculus pronator quadratus innerviert. Infolgedessen kann die betroffene Person unter anderem mit Daumen und Zeigefinger keinen Kreis mehr formen. Eine Innenrotationsschwäche des Unterarms (Pronationsschwäche) macht sich meist nicht bemerkbar, da für diese Funktion hauptsächlich der M. pronator teres verantwortlich ist. Zwar wird dieser Muskel ebenfalls vom N. medianus innerviert, jedoch ist er beim Kiloh-Nevin-Syndrom nicht betroffen, da sein motorischer Ast weiter proximal vom motorischen Hauptstamm des N. medianus abgeht.
Neben dem charakteristischen klinischen Befund (dennoch häufige Fehldiagnose: Sehnenabriss) kann die Diagnose durch eine elektromyographische Untersuchung gestellt werden. Hierbei finden sich im M. pronator quadratus Zeichen einer neurogenen Schädigung, während beispielsweise der M. abductor pollicis brevis (vom Nervus medianus innervierter Daumenballenmuskel) und der M. pronator teres keine Schädigungszeichen aufweisen. Ursächlich kann dem Kiloh-Nevin-Syndrom eine traumatische Läsion zugrunde liegen, aber auch eine entzündliche Schädigung, z. B. im Rahmen einer Armplexusneuritis. Die Spontanprognose ist meist gut, jedoch kann auch eine operative Behandlung erforderlich werden.